# Lluís Bosch-Labrús i Blat
Lluís Carles Bosch-Labrús i Blat (Barcelona, 27 de maig de 1870 - Ginebra, 15 de setembre de 1942) fou un empresari i polític català, president de Foment del Treball Nacional durant la Segona República Espanyola.
Va néixer a Barcelona, segon fill de Pere Bosch i Labrús (1826-1894), natural de Besalú, i de Josepa Blat i Caparols (*-1916), natural de Mataró. Estudià enginyeria industrial però treballà com a financer en el sector elèctric i l'automoció. Es casà amb Rafaela López-Guijarro y Torrado González Llorente (1875-1976). El 1913 fou president de la Lliga de Defensa Industrial i Comercial, i membre de la Cambra de Comerç de Barcelona i de la Societat Econòmica Barcelonesa d'Amics del País, així com gentilhome de cambra de l'Hotel Ritz i de l'Hotel Majestic. Políticament milità en la Federació Monàrquica Autonomista, amb la que fou elegit regidor de l'Ajuntament de Barcelona a les eleccions municipals de 1922. El 1929 fou nomenat president de Foment del Treball Nacional, càrrec que va ocupar fins al 1936.
El seu germà, Pere Bosch-Labrús i Blat, fou el primer vescomte de Bosch-Labrús.